# Pandemia de COVID-19 em Aruba
Este artigo documenta os impactos da pandemia de COVID-19 de 2020 em Aruba e pode não incluir todas as principais respostas e medidas contemporâneas.

## Cronologia

### Março de 2020

#### 13 de março
A primeira-ministra Evelyn Wever-Croes anunciou os dois primeiros casos confirmados de coronavírus na ilha.
Como resultado, o país restringiu a entrada de todos os indivíduos vindos da Europa por via aérea e marítima - a partir de 15 de março e em vigor até 31 de março - com exceção dos cidadãos de Aruba. Suspenderam aulas em escolas públicas e privadas durante a semana de 16 de março, bem como em todas as reuniões públicas em larga escala. 

#### 15 de março
Aproximadamente às 20h (AST), a primeira-ministra de Aruba, Evelyn Wever-Croes, anunciou que haveria um bloqueio para todas as viagens internacionais de entrada, começando na meia-noite de 16 de março de 2020 e terminando em 31 de março de 2020. Uma exceção a esse bloqueio de viagens de entrada seria concedida aos residentes de Aruba. Um aviso de viagem também seria instituído para os residentes, desaconselhando as viagens de ida no momento. Até essa data, Aruba tinha dois casos confirmados de COVID-19. É importante observar que esse bloqueio não se aplica a viagens de ida e volta para viajantes internacionais atualmente em Aruba - eles poderão levar o voo de volta para casa. Decidiu-se fechar as escolas para a semana de 16 a 20 de março. Na realidade, isso seria apenas o encerramento de mais dois dias letivos, uma vez que 18,19 e 20 já estavam fechados por causa de um feriado nacional (dia da bandeira de Aruba em 18 de março).

#### 16 e 17 de março
Foi relatado o terceiro caso de coronavírus, um médico que recentemente viajou para Nova York para passar as férias. Ela não apresentou nenhum sintoma, mas foi testada, e os resultados do teste mostraram que ela era positiva para o vírus. Decidiu-se fechar todas as escolas até o final de março de 2020. Ocorreu apenas dois dias após o pedido anterior para fechar as escolas por apenas uma semana. As escolas são solicitadas a fazer um plano de educação on-line para minimizar o impacto.

#### 17 de março
A primeira-ministra de Aruba, Evelyn Wever-Croes, anuncia um quarto caso de coronavírus COVID-19 em Aruba. A pessoa que deu positivo para o coronavírus é um turista.

#### 20 de março
Quinto caso de coronavírus anunciado. O paciente é um funcionário do aeroporto, que voltou de Nova York, onde estava de férias. Foi descoberto um dia depois de haver protestos públicos sobre a falta de medidas no aeroporto para proteger os funcionários contra o contágio.

#### 21 de março
Mais três casos foram anunciados, elevando o total para oito. Trata-se de duas pessoas de fora de Aruba (uma de Nova York e outra de Miami ). O terceiro caso é possivelmente o primeiro caso transmitido localmente. Em 21 de março de 2020, foi estabelecido um toque de recolher obrigatório, das 21:00 às 06:00 todos os dias. As violações podem ser punidas com multas até AWG 10.000 (mais de US $ 5000). Além disso, todas as lojas precisam de ser fechadas às 20h todos os dias. O país está em 'lockdown', o que significa que todas as viagens de pessoas para a ilha são proibidas. Os aviões vazios ainda podem pousar para levar pessoas, por exemplo, turistas, para fora da ilha para voltar para casa.

#### 22 de março
Sabe-se agora que um nono caso é um funcionário da CMB, que retornou de uma viagem aos EUA. Trabalha há pouco tempo e não tem contato com os clientes. A CMB fechou a filial até novo aviso.

#### 23 de março
Mais três casos foram anunciados. São dois casos transmitidos localmente e um trazido para Aruba da Colombia.

#### 24 de março
Cinco novos casos são relatados, elevando o total para 17 agora. Embora isso pareça um grande salto, os testes foram aumentados de 20 para 40 por dia. Desses 5 casos, três são transmitidos localmente.

#### 25 de março
Apenas dois novos casos são registados, totalizando 19. É possível que esse seja o efeito das medidas drásticas que foram tomadas no início deste mês, como o toque de recolher em andamento. Trata-se de um caso importado da Colômbia e um caso transmitido localmente. Após a decisão do toque de recolher, os jornalistas manifestaram-se contra essa decisão e escreveram cartas a organizações internacionais pedindo apoio. O primeiro-ministro declarou posteriormente que a imprensa será permitida nas ruas durante o toque de recolher, mas apenas três membros designados da imprensa serão permitidos e devem estar prontos para serem parados pela polícia e identificarem-se adequadamente como membros da imprensa.

#### 26 de março
9 novos casos são registados, totalizando 28. Provavelmente, relacionado com o aumento da testagem, que agora dobrou (de 50 por dia para 100 por dia). Vários casos são funcionários do Respaldo, o instituto de saúde mental de Aruba, localizado próximo ao hospital. A partir de domingo, 29 de março, uma ordem obrigatória de confinamento domiciliário estará ativa, o que significa que ninguém pode sair de casa para nada além das atividades mais essenciais, como compras e consultas médicas. O desporto também será permitido, desde que as pessoas mantenham a distância de segurança. A ordem será mantida por pelo menos duas semanas.

#### 27 de março
Cinco novos casos são registados neste dia, elevando o total da ilha a 33 casos. Todos são casos transmitidos localmente e um de um trabalhador em Respaldo, onde pessoas foram infetadas no dia anterior.

#### 28 de março
13 novos casos foram relatados, o mais alto até o momento, com um total atual de 46 agora. Ainda não há registros sobre a origem desses novos casos.

#### 29 de março
Apenas quatro novos casos neste dia (total de 50). Uma causa possível é o efeito de medidas públicas iniciadas em 15 de março. Inicialmente, o número foi definido para seis casos, mas dois deles pareciam ser falsos positivos.

#### 31 de março
Após um dia sem novos casos, houve um aumento de 5 casos (total de 55). Quatro pacientes são hospitalizados, um em unidade de cuidados intensivos.

### Abril de 2020

#### 2 de abril
5 novos casos são relatados, totalizando 60 agora.

#### 3 de abril
2 novos casos foram relatados, totalizando 62 agora. Nove pacientes são hospitalizados.

#### 4 de abril
Apenas dois novos casos foram relatados, totalizando 64 agora. Um boato de que mais de 40 casos foram encontrados em Savaneta foi rapidamente desacreditado pelos serviços nacionais de saúde (DVG).

#### 6 de abril
7 novos casos foram relatados. Até este ponto, 910 pessoas foram testadas, das quais 838 testaram negativo e um resultado ainda estava pendente.

#### 7 de abril
3 novos casos, elevando o total para 74. 14 pessoas recuperaram-se, então o número total de casos ativos é 60.
O governo de Aruba estendeu o confinamento domiciliário obrigatório, devido à época da Páscoa. Abrangendo a Sexta-Feira Santa e o Domingo de Páscoa. Nesses dias todo o comércio deve estar encerrado, com excepção de serviços de take-away em restaurantes, bombas de gasolina, consultórios médicos e farmácias. Por conseguinte não é permitido ir à praia ou efetuar ajuntamentos com mais de 4 pessoas.

#### 8 de abril
3 novos casos, elevando o total para 77. Não houve novas recuperações, portanto, o número de casos ativos é 63.

#### 9 de abril
5 novos casos, elevando o total para 82. Houve 6 novas recuperações, portanto, o número de casos ativos é 62.

#### 10 de abril
4 novos casos confirmados e mais 5 recuperações. Totalizam-se 59 infeções. 1 058 pessoas foram testadas no total.
Ventiladores e equipamentos de proteção individual foram enviados para Aruba, Bonaire e Curaçao pelo governo neerlandês. O envio contém 12 camas de cuidados intensivos para Aruba.

#### 11 de abril
Mais 4 novos casos confirmados, elevando o total para 92. Registam-se também mais 2 recuperações.
Aruba encontra-se desapontada com a ajuda vinda dos Países Baixos. Aruba conseguiu 21 milhões de euros emprestados, mas tinha pedido 200 milhões de euros. A Primeira-Ministra Croes disse que agradecia o empréstimo, mas que não concordava, uma vez que a ilha é largamente dependente do turismo.

#### 12 de abril
Não se registaram novos casos. Houve, contudo, mais 3 recuperações.

#### 13 de abril
O hospital Dr. Horacio E. Oduber, o único em Aruba que tinha 6 camas de cuidados intensivos, e que já tinha aumentado para 21, tem agora 33 camas de cuidados intensivos. Estão, neste momento, internadas três pessoas na Unidade de Cuidados Intensivos.

#### 14 de abril
Um cabeleireiro, que havia sido hospitalizado e que se encontrava na Unidade de Cuidados Intensivos, testou posiivo.

#### 15 de abril
Aruba anuncia a primeira morte por COVID-19. Deu-se, de seguida, a segunda morte por COVID-19. A pessoa ficou doente e prescreveram-lhe um teste de despistagem, faleceu antes do mesmo. Postumamente o resultado deu positvo.

#### 17 de abril
A Primeira-ministra Evelyn Wever disse que por causa da pandemia, Aruba encontra-se numa severa crise económica e que não existe garantia de que os vencimentos dos funcionários públicos consigam ser pagos nos próximos três meses.

#### 19 de abril
Aos migrantes ilegais e ilegais, que se encontram em Aruba, e que não consigam pagar o repatriamento, é-lhes pedido que se registem para o repatriamento voluntário.

#### 23 de abril
21 dos 35 profissionais de saúde americanos contratados chegaram a Aruba. Serão testados e ficarão isolados por 7 dias após os quais começarão a trabalhar no Hospital Dr. Horacio E. Oduber.

#### 24 de abril
Foi confirmado que um dos profissionais de saúde contratados testou positivo para COVID-19. Imediatamente toda a equipa foi enviada de volta aos Estados Unidos.

#### 27 de abril
Anunciou-se que a partir de 29 de abril o toque de recolher estará modificado. O horário do toque de recolher será das 22:00 (uma hora depois) até às 05:00 (uma hora antes).

#### 28 de abril
O Consulado dos EUA organizou um voo de repatriamento em 10 de maio para cidadãos americanos retidos em Aruba, Bonaire e Curaçao. O avião partirá do Aeroporto Internacional Rainha Beatriz, em Aruba, e seguirá para o Aeroporto Internacional de Fort Lauderdale.

#### 29 de abril
O orçamento para 2020 foi aprovado no Parlamento e foi adicionado um suplemento que reduz os salários em 25% até o final de 2020.

#### 30 de abril
As escolas já não irão abrir em 11 de maio.

### Maio

#### 1 de maio
O governo neerlandês aprovou um resgate 'suave' de 49,5 milhões de florins (27,6 milhões de dólares americanos) para Aruba, que deve ser reembolsado em dois anos sem juros.
O governo de Aruba anunciou que a partir de 4 de maio, haverá uma reabertura de empresas e serviços, dividida em quatro fases:
- 4 a 17 de maio: certas empresas poderão abrir, com a restrição de ter no máximo 15 pessoas dentro das instalações, incluindo o pessoal
- 18 a 31 de maio: as empresas poderão abrir com um máximo de 50 pessoas dentro das instalações
- 1 a 14 de junho: as empresas poderão abrir com um máximo de 125 pessoas dentro das instalações
- 15 de junho em diante: as restrições ou a sua eliminação serão definidas posteriormente

#### 7 de maio
A terceira morte foi anunciada. Diz respeito a um homem de 70 anos.

#### 12 de maio
Foi relatado que milhares de famílias em Aruba dependem de ajuda alimentar. Jandino Asporaat, personalidade televisiva nascida em Curaçao, anunciou que já juntou mais de 1 milhão de euros, numa campanha de angariação de fundos, para ajuda alimentar em Curaçao, Aruba e São Martinho.

#### 17 de maio
A primeira-ministra de Aruba aceita as condições impostas pelo governo holandês para um empréstimo bonificado de 113,3 milhões de florins (± 58 milhões de euros).